# 로버트 하이즈

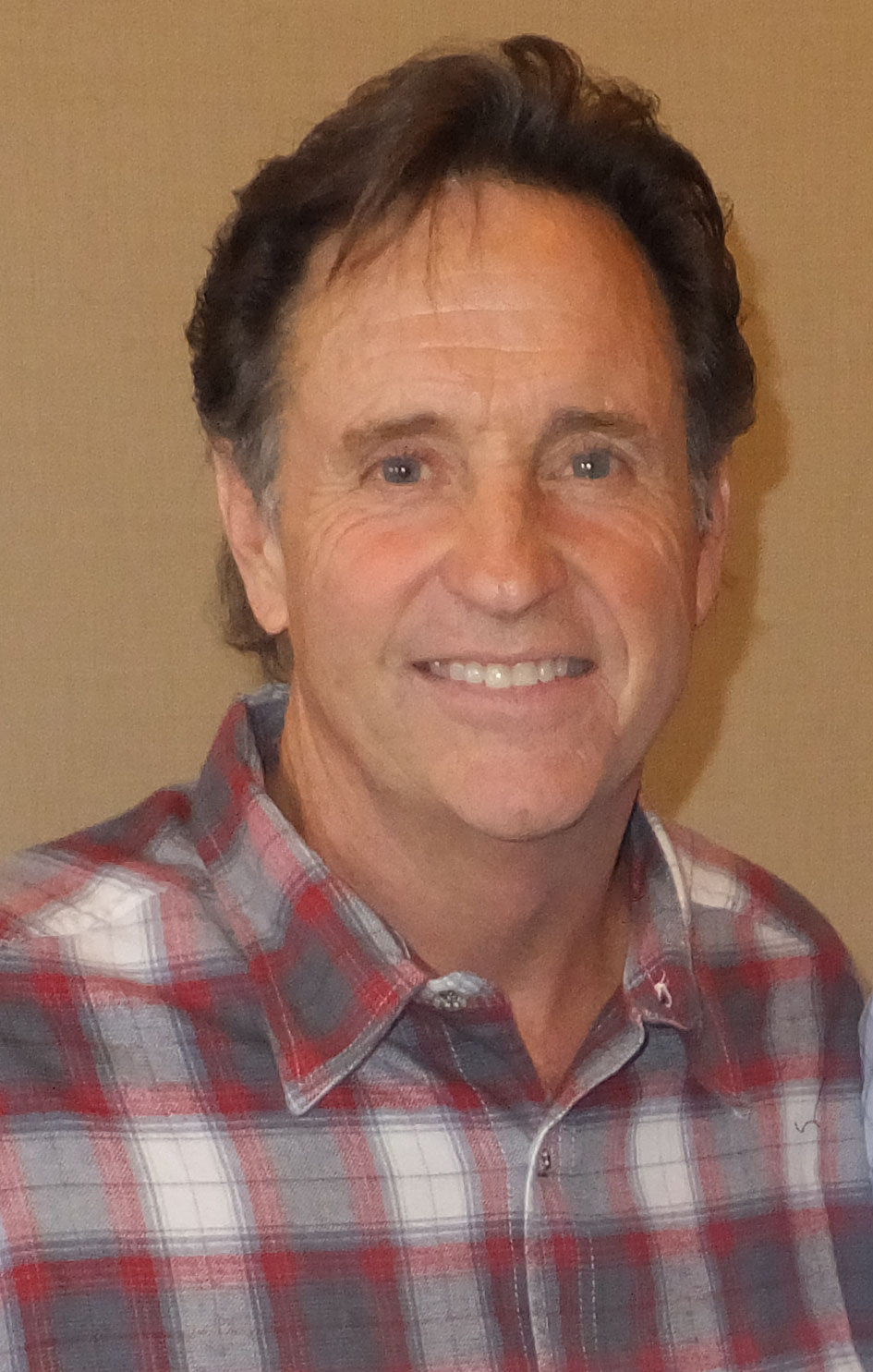

로버트 헤이스(Robert Hays, 1947년 7월 24일 ~ )는 미국의 배우, 영화 감독, 영화 제작자이다.
베데스다에서 태어났다.

## 출연 작품
- 슈퍼히어로 (2008년) - 블레인 리커 역
- 프리저번 (2005년)
- 알렉스 인 원더 (2001년) - 댄 역
- 크리미널 인스팅트 - 치명적 상황 (2000년)
- 닥터 T (2000년)
- 피블의 모험 4 (1999년)
- 나이트월드 - 사라진 30년 (1998년)
- 크리스마스 에브리 데이 (1996년) - 헨리 역
- 죽음의 발송자 유나바머 (1996년)
- 머나먼 여정 2 (1996년)
- 다니엘 스틸 - 사랑의 시작 (1995년)
- 데들리 인베이션 (1995년)
- 아빠가 최면에 걸렸어요 (1994년)
- 살인 누명 (1994년)
- 50대 50 (1993년)
- 머나먼 여정 (1993년)
- 핫 초콜릿 (1992년)
- 과거 속의 여행 (1990년)
- 허니문 아카데미 (1989년)
- 결혼의 조건 (1988년)
- 캣츠 아이 (1985년)
- 함정 (1984년)
- 터치드 (1983년)
- 여탐정 미키 (1983년)
- 에어플레인 2 (1982년)
- 에어플레인 (1980년)
- 더 폴 오브 더 하우스 오브 어셔 (1979년)

### 텔레비전
- 스타맨 (1986년)
- 닥터 웰비 (1969년)
- 요절복통 70 쇼 (1998년)